# Wikipédia en balinais
Wikipédia en balinais (en balinais : Wikipédia Basa Bali) est l'édition de Wikipédia en balinais, langue malayo-polynésienne occidentale parlée dans l'île de Bali et partiellement dans l'île de Lombok en Indonésie. L'édition est lancée le 14 octobre 2019,,,. Son code est : ban.
Au 20 mars 2025, l'édition en balinais contient 27 942 articles et compte 38 821 contributeurs, dont 56 contributeurs actifs et 3 administrateurs.

## Présentation

Carte de l'Indonésie.
Aide de diffusion du balinais.

## Statistiques
- Le 22 septembre 2022, l'édition en balinais contient 15 883 articles et compte 5 588 contributeurs, dont 40 contributeurs actifs et 3 administrateurs.
- Le 4 octobre 2024, elle contient 25 670 articles et compte 30 646 contributeurs, dont 45 contributeurs actifs et 3 administrateurs.